# Солонці (ґрунти)
Солонці  — це галоморфні ґрунти із чітко вираженою текстурною диференціацією профілю. Належать до класу лужних. Це інтразональні ґрунти, приурочені до субаридних та аридних (але не пустельних) областей різних термічних поясів. Найширше вони поширені в суббореальному, потім тропічному та субтропічному поясах.
Солонці — це ґрунти, що мають таку сукупність ознак:
1. Профіль, диференційований за елювіально-ілювіальним типом;
2. Стовпчаста, призматична, грубогрудкувата або грубогоріхувата структура ілювіального горизонту при його високій щільності та здатності до набухання;
3. Наявність в ілювіальному горизонті обмінного Na+ в кількості понад 15% від суми обмінних катіонів (або обмінного Mg2+ в кількості понад 40% від суми обмінних катіонів при меншому, ніж 15%, вмісті обмінного Na+);
4. Лужна реакція ілювіального і нижчих горизонтів;
5. Наявність солей у нижній частині профілю під ілювіальним горизонтом.

## Класифікація солонців
Солонці — одні дослідники розглядають їх як єдиний тип ґрунтів, інші — як групу типів.
Згідно з прийнятою в СРСР систематикою 1977 року солонці діляться за характером водного режиму на 3 типи:
1. Автоморфні.
2. Напівгідроморфні.
3. Гідроморфні.

Підтипи солонців виділяються залежно від розташування їх в тій чи іншій біокліматичній зоні.

## Використання солонців
В Україні солонці разом з іншими галоморфними ґрунтами поширені на площі близько 4 млн га, переважно в Середньому Придніпров'ї та південному степу. Перші у світі досліди з меліорації солонців були закладені в Україні К. К. Гедройцем на Носівській дослідній станції (Чернігівська область), а досліди в Середньому Придніпров'ї, що започатковані О. М. Можейком, О. М. Грінченком і Г. М. Самбуром залишаються фактично найтривалішими.
Лужна реакція ґрунтового розчину і несприятливі водно-фізичні властивості не дозволяють використовувати солонці у землеробстві без меліорації. Основний прийом меліорації — зміна складу обмінних катіонів при одночасному поліпшенні фізичних властивостей. Обмінний натрій замінюється на обмінний кальцієм при гіпсуванні солонців.